# Léo Staats
Léo Staats (1877 - 1952) fue un coreógrafo francés.
En 1908 fue nombrado maestro de ballet del Ballet de la Ópera de París. En 1909 creó Javotte, con música de Saint-Saëns, y Carlotta Zambelli en el rol principal.
En 1917 creó La reine des abeilles con la música del Scherzo Fantastique de Stravinski.
Léo Staats reescenificó Sylvia, con Albert Aveline y Carlotta Zambelli en los roles principales, luego creó Cydalise et le chèvre-pied y La nuit ensorcelée («La noche hechizada») en 1923 con música de Chopin arreglada por Louis Aubert, y Soir de fête en 1925.
- Datos: Q3270566